# Caio Estercínio Máximo
Caio Estercínio Máximo (em latim: Gaius Stertinius Maximus) foi um senador romano nomeado cônsul sufecto em 23 no lugar de Caio Antíscio Veto. Originário de Hasta Pompeia, foi o primeiro de sua família a chegar ao consulado.